# جيانغ نا
جيانغ نا هي لاعبة هوكي الجليد صينية، ولدت في 18 أكتوبر 1988 في هاربن في الصين.

## وصلات خارجية
- جيانغ نا على موقع EliteProspects.com (الإنجليزية)
- جيانغ نا على موقع Eurohockey.com (الإنجليزية)
- جيانغ نا على موقع اللجنة الأولمبية الدولية (الإنجليزية)
- جيانغ نا على موقع أوليمبيديا (الإنجليزية)